# Сумське ЛВУМГ
50°57′38″ пн. ш. 34°43′19″ сх. д. / 50.960647° пн. ш. 34.722008° сх. д.

Офіс Сумського ЛВУМГ

Сумське лінійне виробниче управління магістральних газопроводів — структурний підрозділ управління магістральних газопроводів «Київтрансгаз» ПАТ "УКРТРАНСГАЗ", створене в 1983 році.
На сьогодні це найбільше за встановленою потужністю ГПА (296 МВт) управління в ПАТ«УКРТРАНСГАЗ». Підприємством транспортується понад 80% експортного газу із Росії в Європу.

## Історія
Сумське ЛВУМГ було створене відповідно до листа Мінгазпрому від 10.10.1983 року № 13Д-538, на підставі наказу ВВО "Укргазпром" від 03.11.1983 року №279 і наказу ВО "Київтрансгаз" від 21.11.1983р. №306.
За 1983—1989 роки було збудовано і введено в дію п'ять ниток магістральних газопроводів діаметром 1220—1420 мм загальною протяжністю близько 785 км і 5 компресорних цехів, організовано два проммайданчики — КС «Ромненська» (3 газопроводи і 3 КЦ) і КС «Сумська» (2 газопроводи і 2 КЦ).

## Керівники управління
- 14 лютого 1984 — грудень 1986 — Богатир Ігор Прокопійович;
- грудень 1986 — січень 2001 — Беккер Михайло Вікторович;
- січень 2001 — червень 2016 — Мамонов Олександр Іванович;
- червень 2016 — січень 2017 — Соловйов Олег Борисович;
- лютий 2017 — сьогодні — Пархоменко Андрій Леонідович.

## Структура

КС «Ромненська»

Протяжність газопроводів — 1213,2 км.
Сумське УМГ експлуатує 39 автоматичних ГРС.

### КС «Сумська»
На КС «Сумська» розташовані 2 цехи:
- КЦ «Суми» (газопровід Єлець—Курськ—Диканька) введений в експлуатацію в січні 1985 р. На КЦ встановлено 10 електроприводних агрегатів СТД-4000 із відцентрованими нагнітачами 280-12-7.
  - Номінальна продуктивність цеху — 52 млн м³/добу.
  - Номінальний тиск на вході — 33,5 кг/см².
  - Номінальний тиск на виході — 55 кг/см².

- КЦ «Ромни-1» (газопровід Курськ—Київ) введений в експлуатацію в грудні 1985 р. Встановлено 6 газотурбінних агрегатів ГТН-6 із відцентрованими нагнітачами Н-6-56-2 (виробництва УТЗ Свердловськ).
  - Номінальна продуктивність цеху — 39,46—43,14 млн м³/добу.
  - Номінальний тиск на вході — 37—39,3 кг/см².
  - Номінальний тиск на виході — 53,3—55,2 кг/см².

### КС «Ромненська»
Координати: 51°02′21″ пн. ш. 34°37′52″ сх. д. / 51.039199° пн. ш. 34.631134° сх. д.
Ромненська компресорна станція — проммайданчик на якому розташовані 3 компресорні цехи — КЦ-32 «Ромни», КЦ-3 «Ромни», КЦ-32 П «Ромни».
- Номінальна продуктивність кожного з трьох цехів по 90 млн м³/добу.
- Номінальний тиск на вході — 51 кг/см².
- Номінальний тиск на виході — 75 кг/см².

#### КЦ-32
Цех введений в експлуатацію у 1984 році, розташований на 3365 км газопроводу Уренгой—Помари—Ужгород. Обладнана 3-ма газоперекачуючими агрегатами ГТК-25І.

#### КЦ-3
Цех збудований у лютому 1987 р. Розташований на 339 км газопроводу Єлець—Кременчук—Кривий Ріг. Обладнаний шістьма ГПА-10-01 з газотурбінними двигунами ДР-59Л та одним ГПА-10МН70 із двигуном ДН-70Л виробництва ДП НВКГ "Зоря"-"Машпроект" та нагнітачами 235-21-1.

#### КЦ-32 П
Введений в експлуатацію у червні 1989 р. Розташований на 3515 км газопроводу «Прогрес»
У 2000 р. проведена реконструкція цеху із заміною агрегатів ГТК-25/76 на вітчизняні турбіни ДН-80Л.